# .hack//Another Birth
.hack//Another Birth (.hack//もうひとつの誕生, dotto hakku//Mō Hitotsu no Tanjō) est une série de romans en quatre volumes de la série .hack de Miu Kawasaki sortie en 2004.
Chaque volume correspond, tout comme l'OAV .hack//Liminality, à un des quatre jeux vidéo .hack//Infection, .hack//Mutation, .hack//Outbreak et .hack//Quarantine.